# M-learning
M-learning (mobile learning) – uczenie się na odległość wymagające bezprzewodowej technologii, nowocześniejsza forma d-learningu.

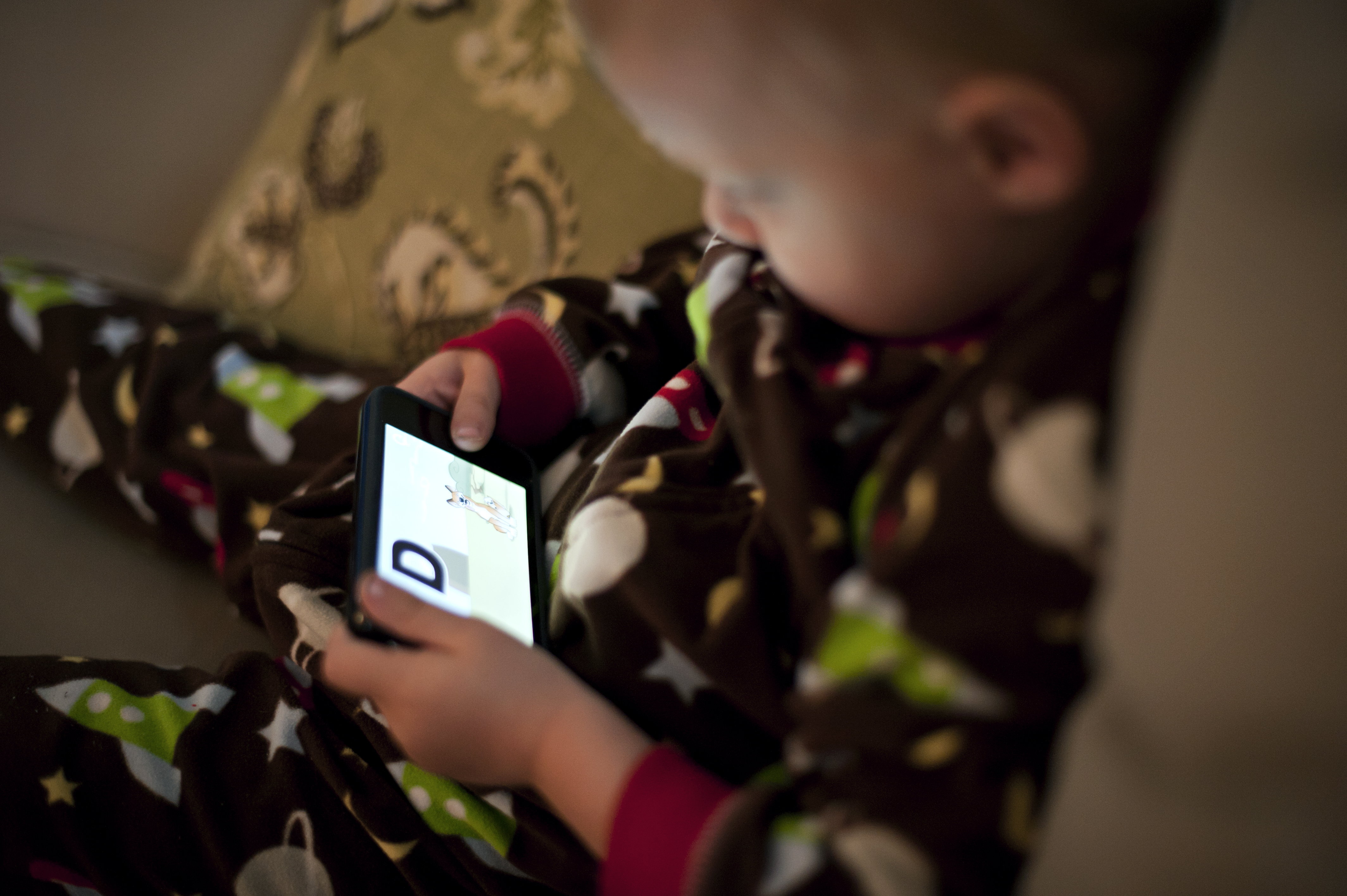
M-learning

M-learning oznacza mobilne uczenie się z wykorzystaniem przenośnego, bezprzewodowego sprzętu jak laptopy, palmtopy, smartfony. Używane urządzenia, aby spełniały wymogi m-learningu, powinny posiadać stały, bezprzewodowy dostęp do Internetu.